# Pseudocroesia coronaria
Pseudocroesia coronaria är en fjärilsart som beskrevs av Józef Razowski 1966. Pseudocroesia coronaria ingår i släktet Pseudocroesia och familjen vecklare. Inga underarter finns listade i Catalogue of Life.